# As Escolhas de Marcelo Rebelo de Sousa
As Escolhas de Marcelo Rebelo de Sousa foi um programa de comentário política da atualidade, transmitido aos domingos à noite, depois do Telejornal, entre 2005 e 2010 na RTP1, contando com Marcelo Rebelo de Sousa como comentador e Maria Flor Pedroso como apresentadora entre 2006 e 2010, sucedendo a Ana Sousa Dias que apresentou entre 2005 e 2006.
Inicialmente, também era transmitido às segundas-feiras à tarde na Antena 1. O programa consistia na análise da atualidade nacional e mundial, na área da política, economia, desporto e cultura por parte do então professor catedrático da Faculdade de Direito de Lisboa, Marcelo Rebelo de Sousa, contando também, com sugestões culturais de livros, no final de cada edição do programa.